# Blauwe Keet
Blauwe Keet was een buurtschap in de gemeente Den Helder in de Nederlandse provincie Noord-Holland. Deze is in 1987 gesloopt bij de verbetering van de afslag Rijksweg-Schoolweg naar Julianadorp. De naam is in de 21e eeuw nog te vinden op kaarten en is ook voor statistische en administratieve doeleinden de naam van een buurt in Den Helder.
De buurtschap Blauwe Keet ontstond toen tussen 1817 en 1824 het Noordhollandsch Kanaal werd gegraven. Er werd een woonkeet neergezet voor werklui aan het kanaal. Na de bedijking van de Anna Paulownapolder kwam er een verbinding over het kanaal in de vorm van een roeivlet. Eind 19e eeuw was er een herberg met de naam Blauwe Keet te vinden. Langs de rijksweg ontstond een woonbuurtje met middenstanders. Zo was er een timmerman met houtzaagmolen waarvan de timmersmanswerkplaats later werd verbouwd tot garage met autoshowroom.
In 1942 werd bij Blauwe Keet een bunkercomplex door de Duitse bezetter gebouwd. In deze bunkers huisde anno 1995 de watervleermuis. In 1986 werden de percelen van de oorspronkelijke kern van de plaats opgekocht door Rijkswaterstaat om in 1987 gesloopt te worden ten behoeve van de afslag Rijksweg-Schoolweg richting Julianadorp. In de directe omgeving van de voormalige kern zijn naast een aantal bunkers een rioolgemaal, een woning, een bloembollenspeciaalzaak en een boerderij te vinden. Nabij deze boerderij bevindt zich nog een stuk van de anti-tankgracht uit de Tweede Wereldoorlog.

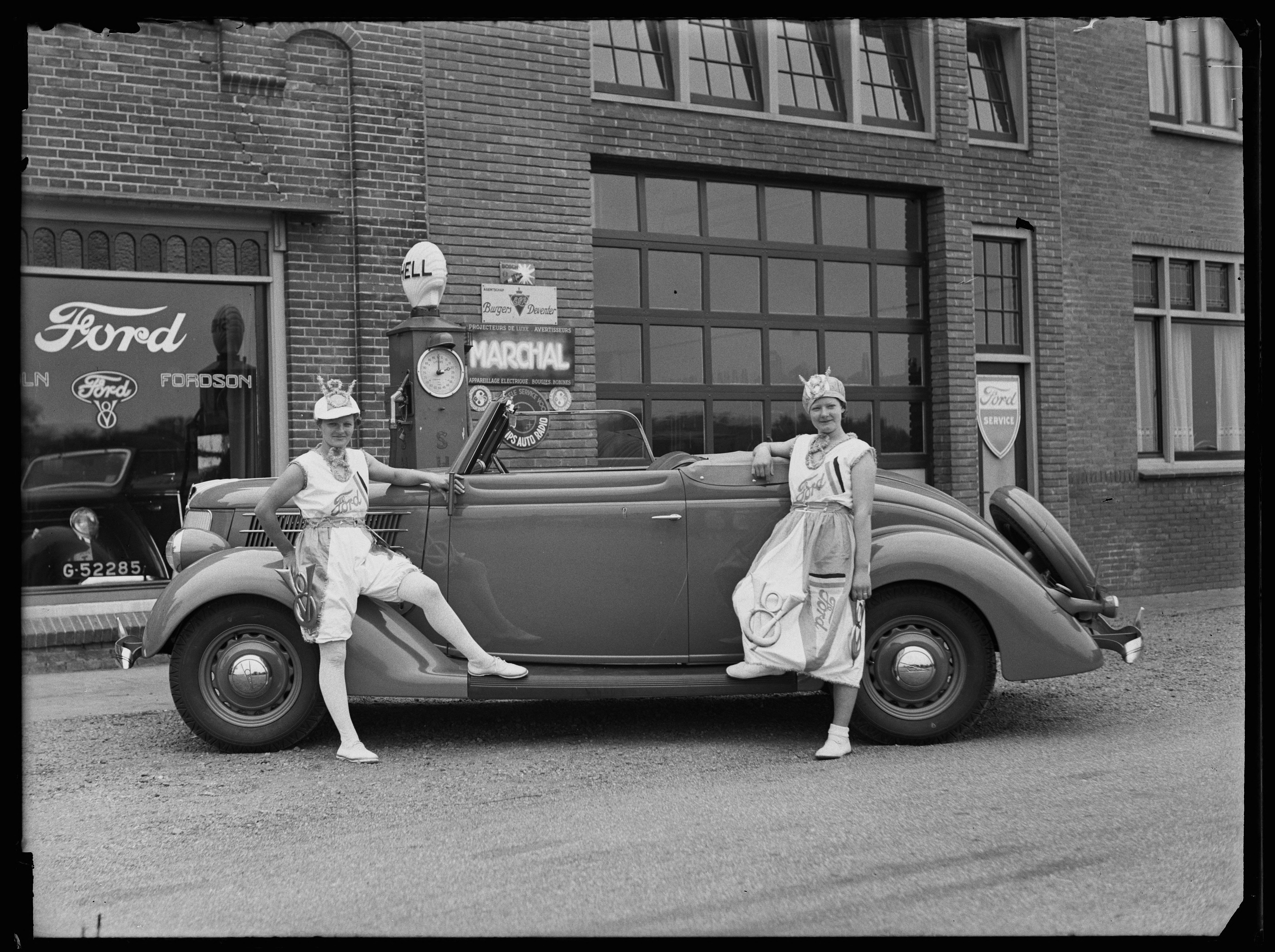
Garage in Blauwe Keet, ca. 1930
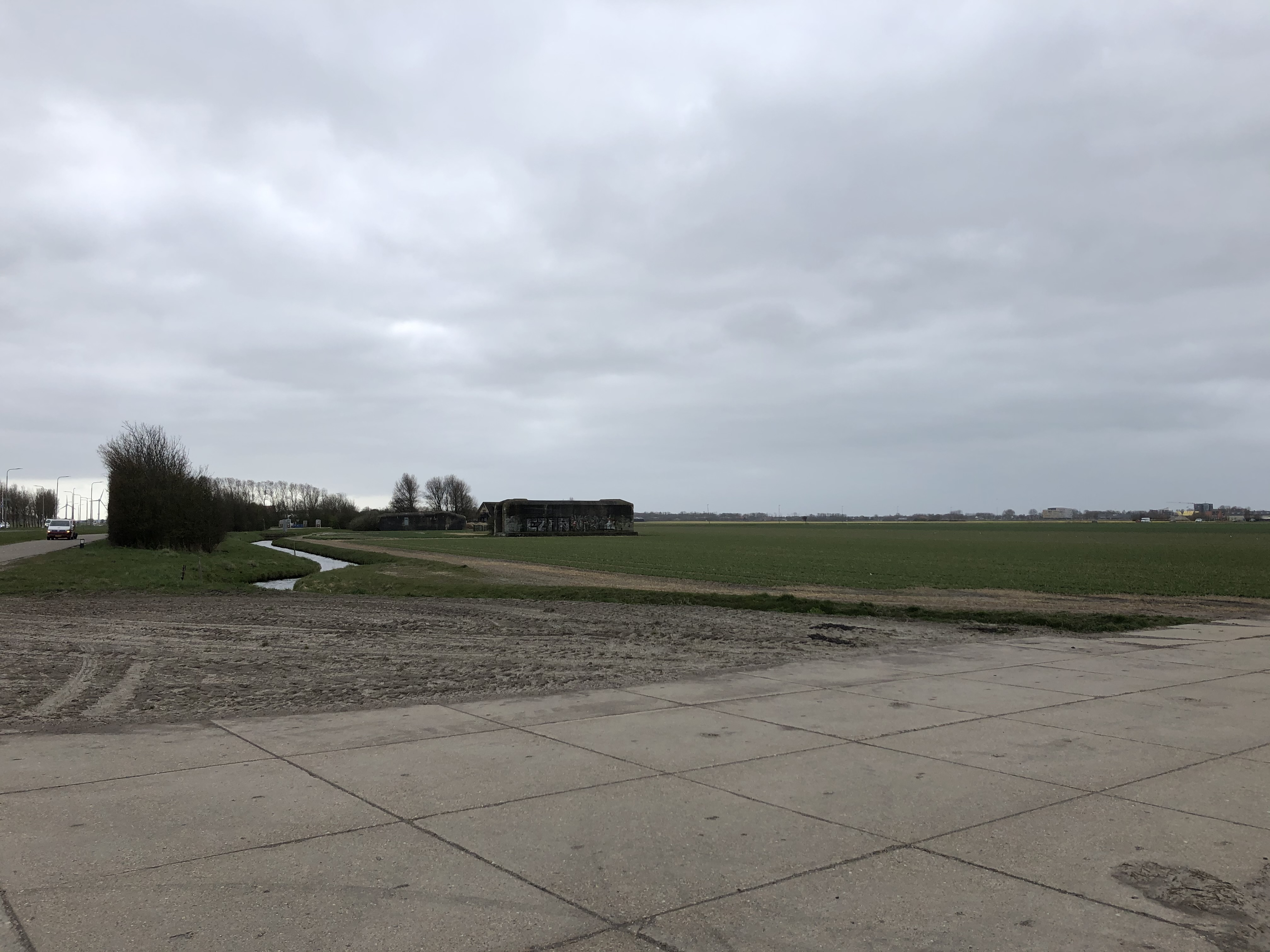
Veld bij Blauwe Keet en de bunkers zichtbaar in de achtergrond, links op foto kruispunt Rijksweg/Schoolweg

Hoofdplaats: Den Helder     
Dorpen: Huisduinen · Julianadorp     
Buurtschappen: Friese Buurt · De Kooy · Noorderhaven

Badplaats: Julianadorp aan Zee     
Voormalige buurtschappen: Blauwe Keet · Torp
Noord-Holland: Steden en dorpen      Nederland: Provincies · Gemeenten